# Ina Korter

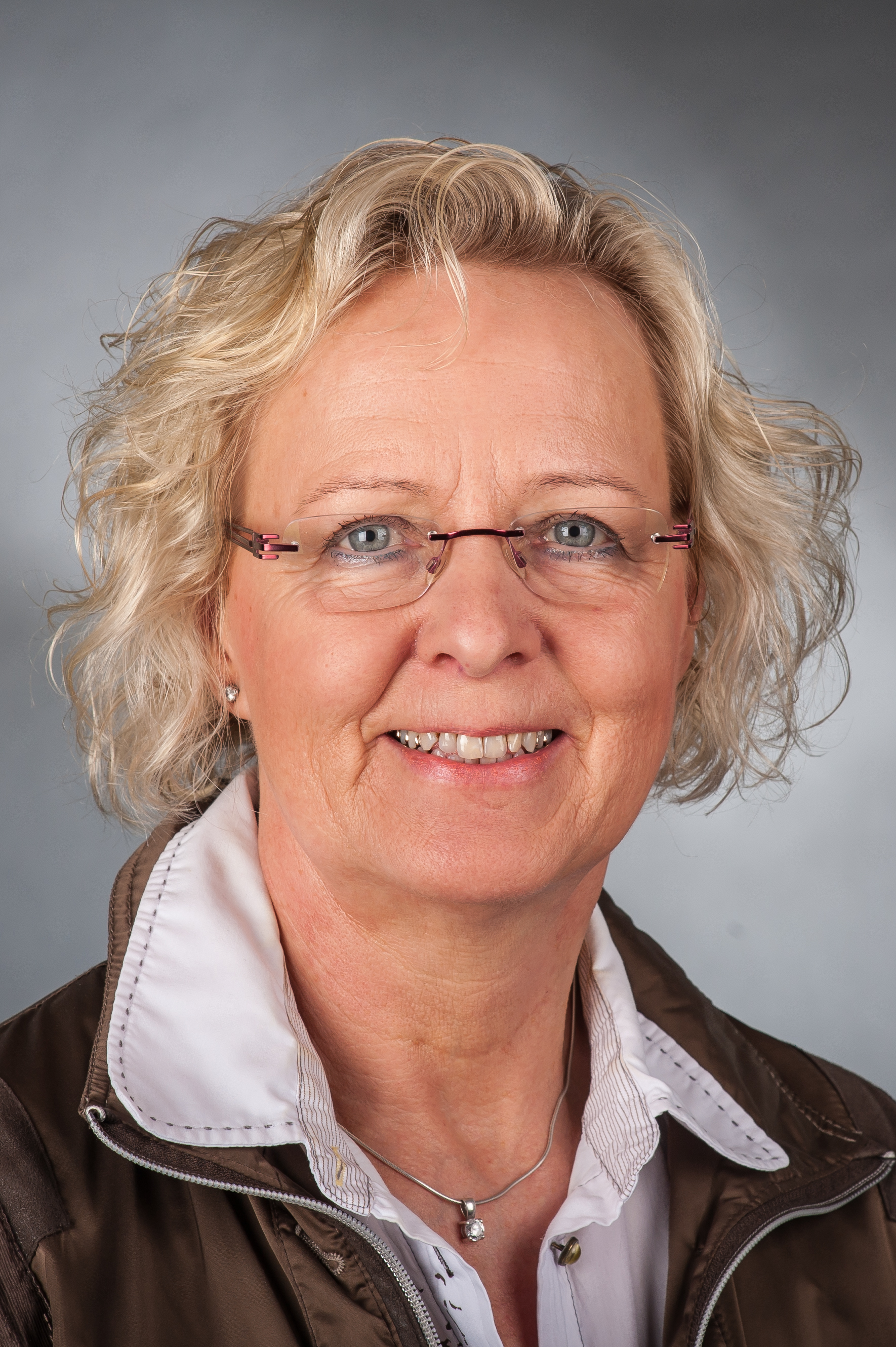
Ina Korter 2013

Ina Korter (* 8. Januar 1955 in Nordenham) ist eine deutsche Politikerin (Bündnis 90/Die Grünen). Von 2003 bis 2014 war sie Mitglied des Niedersächsischen Landtages. Zwischen 2014 und 2020 war sie Bürgermeisterin von Butjadingen.

## Biografie

### Ausbildung und Beruf
Korter studierte nach dem Abitur von 1974 bis 1977 Geschichte und Kunst/Visuelle Kommunikation für das Lehramt an Haupt- und Realschulen. Ihr Referendariat absolvierte sie 1978/79 in Heuchelheim. 1980/81 war sie an der Orientierungsstufe Süd und von 1981 bis 1987 als Nachhilfelehrerin im St. Vinzenz-Heim in Nordenham tätig. Nach einem Erziehungsurlaub war sie in der Jugend- und Erwachsenenbildung, an einer Krankenpflegeschule und der Volkshochschule tätig und unterrichtete Aussiedlerkinder. Zwischen 1994 und 2000 war sie Leiterin des multikulturellen Kindertreffs des Deutschen Kinderschutzbundes in Nordenham. Anschließend arbeitete sie bis zu ihrer Wahl in den Landtag an der Paddstockschule in Ovelgönne.
Korter ist geschieden und hat zwei Kinder.

### Politik
Korter ist seit 1982 ´Mitglied von Bündnis 90/Die Grünen. Von 1998 bis 2003 war sie Mitglied im Landesvorstand Niedersachsen. Von 1991 bis 1996 gehörte sie dem Kreistag des Landkreises Wesermarsch an und war Vorsitzende der dortigen Grünen-Fraktion. Von 1996 bis 1998 war sie Mitglied des Stadtrates von Nordenham.
Bei den Landtagswahlen 2003, 2008 und 2013 wurde Korter über die Landesliste in den Niedersächsischen Landtag gewählt.
2014 wurde Korter zur Bürgermeisterin der Gemeinde Butjadingen gewählt. Im ersten Wahlgang setzte sie sich gegen drei Mitbewerber durch. Sie verzichtete daraufhin auf ihr Landtagsmandat; für sie rückte Regina Asendorf in den Landtag nach.